# Salon (Ludwigsburg)

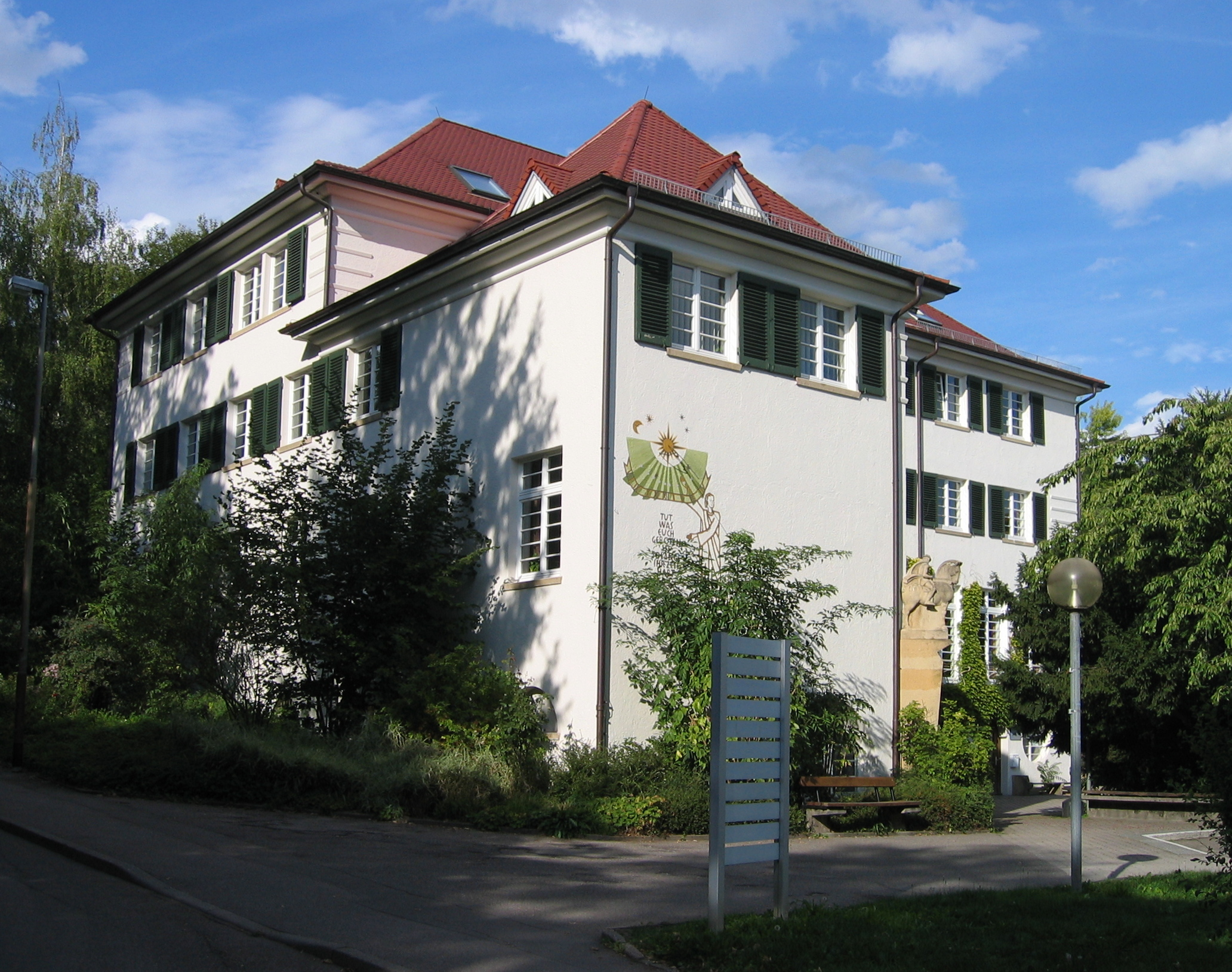
Haus am Salon Ludwigsburg Karlshöhe

Der Salon war ein Areal zwischen Ludwigsburg und Kornwestheim auf dem sich eine Bildungsanstalt und später ein Krankenhaus und Pflegeheim befunden haben. Es ist unter anderem namensgebend für das heute von der Stiftung Karlshöhe genutzte Haus am Salon sowie für das Landschaftsschutzgebiet Salonwald und Umgebung. Das Areal befindet sich auf einer Anhöhe, die mit 327,8 m ü. NN die höchste Erhebung am Südrand des Ludwigsburger Stadtgebiets und dessen Umgebung darstellt.

## Geschichte
Die einst baumlose Anhöhe Auf der Warth wurde zu Zeiten des Herzogs Eberhard Ludwig mit einem parkartigen Wald bepflanzt und durch die Königsallee mit dem Ludwigsburger Schlossgarten verbunden. Die Aufforstung dieses Gebietes sollte möglichst schnell vonstattengehen. Daher wurden Bäume beschafft, die bereits möglichst groß gewachsen waren. Unter anderem holte man aus dem Beilsteiner Stadtwald 3000 und aus dem Prevorster Wald 6000 Hagbuchen samt der Erde, in der sie wurzelten, und verpflanzte sie an die Stelle, an der der Salonwald entstehen sollte.
Um 1750 baute Herzog Carl Eugen von Württemberg auf dieser Anhöhe zwei als „Salons“ bezeichnete Gebäude für Festlichkeiten. Diese Festgebäude sind nicht erhalten geblieben. 1805 ließ Regierungsrat Volz stattdessen einen Gartensaal dort bauen, der später in den Besitz des Kurfürsten Friedrich überging. Dieser schenkte ihn seiner Tochter Katharina von Württemberg, die dem Anwesen den Namen Katharinenpläsier gab. Später wieder in privaten Besitz übergegangen, wurde das Grundstück dann mit einer Gastwirtschaft mit Tanzsaal bebaut. 1837 übernahm die Familie Paulus aus Korntal das Anwesen. Diese Familie hatte schon zwei Jahre lang eine von Beate Paulus gegründete Bildungsanstalt in Korntal betrieben, wo sie die Institution aber nicht erweitern konnte.
Von 1837 bis 1879 war die Wissenschaftliche Bildungsanstalt am Salon in Betrieb. Nach Beate Paulus’ Tod im Jahr 1842 führten deren Söhne Philipp und Wilhelm die Anstalt weiter, auch Beate Paulus’ Schwiegersohn Christoph Hoffmann unterrichtete dort. 1848 wurde Hoffmann Abgeordneter der Nationalversammlung in Frankfurt am Main.
In der Institution, die auch von Knaben aus weit entlegenen Gegenden wie Südafrika und Russland besucht wurde, wurde einer christlichen Erziehung höchster Wert beigemessen. Die Knaben wurden nicht klassenweise unterrichtet, sondern in Kursen, die nach Leistung zusammengestellt wurden. Alljährlich wurden Prüfungen vor einer Staatskommission abgelegt. Die Lehrkräfte wurden nach Möglichkeit aus der Familie Paulus rekrutiert: Der Direktor Philipp Paulus etwa unterrichtete Philosophie und Hebräisch, Christoph Paulus unter anderem Französisch und Naturwissenschaften. 1844 gab es an der Anstalt zwölf Lehrer und 90 Schüler.
Im Deutsch-Französischen Krieg dienten die Schulgebäude als Lazarett. Im Salonwald wurde ein Feldspital für französische Offiziere eingerichtet. Wenige Jahre später fand, wie Oscar Paret berichtet, die Anstalt „ein unrühmliches Ende. Der Zöglinge bemächtigte sich um diese Zeit eine gewisse Unzufriedenheit mit der Verpflegung, wozu sich noch das Verlangen nach größerer Freiheit gesellte. Es kam zu Aufruhr und offenem Widerstand.“ Mit polizeilicher Hilfe konnten sich die Brüder Paulus und ihre Kollegen zwar noch einmal gegen die Schülerschaft durchsetzen, doch die „Lust zur Weiterarbeit“ war, so Paret, nach diesen Vorfällen erschüttert. Vermutlich war um diese Zeit auch der Lehrkörper schon recht überaltert. So wurde die Bildungsanstalt im Jahr 1879 aufgelöst.
In ihrem Gebäude wurde dann ein Männerkrankenhaus untergebracht, denn auf der Karlshöhe, in unmittelbarer Nachbarschaft, hatte sich schon drei Jahre vor dem Ende der Wissenschaftlichen Bildungsanstalt am Salon eine weitere Bildungseinrichtung angesiedelt, das Mathildenstift. Zu dieser Einrichtung gehörte auch eine Brüderanstalt für den Dienst der Inneren Mission. Die Stiftung Karlshöhe kaufte das Paulussche Anstaltsgebäude und gestaltete es zu einem Heim für alleinstehende pflegebedürftige Männer um. 1906 wurden die Weiler Salon und Karlshöhe von Kornwestheim losgelöst und der Stadtgemeinde Ludwigsburg zugeschlagen.
Nach wie vor betreibt die Stiftung Karlshöhe, an die nach der Auflösung der Wissenschaftlichen Bildungsanstalt am Salon Haus und Gelände verkauft worden waren, im Haus am Salon eine Altenhilfeeinrichtung.

## Bekannte Schüler der Bildungsanstalt
- Friedrich Bayha (1832–1902), Gastwirt und Politiker[8]
- Theodor Heuglin (1824–1876), Afrika- und Polarforscher, Ornithologe[9]
- Christian Ludwig Landbeck (1807–1890), Verfasser des „Systematischen Verzeichnis der Vögel Württembergs“
- Johann Wilhelm von Müller (1824–1866), Afrikaforscher

## Bekannte Insassen des Männerheims
- Ludwig Walesrode (1810–1889)[10]